# Marcel Prat Prat
Marcel Prat Prat (Girona, 1933 - Girona, 17 de novembre de 2020) fou un mecànic de professió i un fotògraf afeccionat.

## Biografia
Marcel Prat s'inscrigué, l'any 1961, en un curs de fotografia de l'AFHA, l'Institut Internacional d’Ensenyança per Correspondència, entitat que oferia cursos a distància de diverses matèries. Aquesta experiència l'animà a fer-se soci de l'Agrupació Fotogràfica i Cinematogràfica de Girona i Província (AFIC). En fou un soci actiu i, entre els anys 1963 i 1969, en formà part de la Junta Directiva.
A més, participà freqüentment en concursos de l'AFIC i també es presentà a concursos d'altres agrupacions fotogràfiques del territori, on guanyà diversos premis. En destaquen els primers premis obtinguts en el I Concurs de Setmana Santa de Girona (1963), en el VII Concurs Nacional de Fotografia de Salt (1963) o en el VI Concurs Provincial de Fotografia (1967), organitzat per l’Agrupació Fotogràfica i Cinematogràfica de Sant Feliu de Guíxols.
La seva obra també va ser exposada en diversos salons, com el que se celebrà l'any 1964 a la Bisbal d'Empordà, juntament amb d'altres personalitats de l'AFIC com Josep Buil Mayral, Josep Mir Maria o Antoni Varés Martinell, o l'exposició de les festes mediterrànies de Lloret de Mar, l'any 1965. A partir de l'any 1966, com a membre de la Junta de l'AFIC i en qualitat d'entès en fotografia, també exercí de jurat de concursos.

## Fons fotogràfic
Marcel Prat Prat feu donació del fons a l'Ajuntament de Girona, que originalment es trobava conservat al domicili familiar, al carrer Ciutadans del mateix municipi. Van ingressar al Centre de Recerca i Difusió de la Imatge (CRDI) de l'Arxiu Municipal de Girona, mil vuit-centes setanta-tres fotografies de les quals se'n realitzà una intervenció integral l'any 2020.
Conté principalment fotografia artística i de concurs, com també diversos aspectes de la vida cultural i social de la ciutat de Girona. Són d'especial interès les fotografies en gran format que el fotògraf presentà a concursos, tant de l'AFIC, com d'altres agrupacions fotogràfiques. Entre els seus reportatges més destacats, hi ha esdeveniments excepcionals per a la ciutat com són les inundacions de l'any 1962, on en destaquen les vistes en picat del nivell de les aigües al Barri Vell, preses des del balcó del seu domicili. Destaca també el lot de quaranta-nou postals, editades entre els anys 1989 i 1992, per l'editor F. Morente, a partir de fotografies de Marcel Prat. Part del fons correspon a fotografia familiar i també s'hi inclouen algunes fotografies fruit del col·leccionisme. A més, també es conserva altra documentació relacionada amb l'activitat del fotògraf com carnets, retalls de diari, correspondència i fitxes del curs de fotografia de l'AFHA.